# Termocromismo

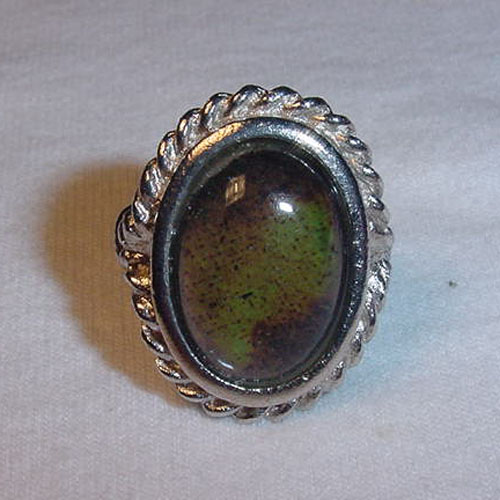
Um "anel de humor" mostrado frontalmente. Note-se a faixa de mudança de cor.

Termocromismo é a propriedade da substância de mudar de cor devido à mudança de temperatura. Um "anel de humor" é um excelente exemplo deste fenômeno e comportamento, mas existem muitos outros usos. Termocromismo é um dos vários tipos de cromismo.
Os dois mecanismos básicos são baseados em cristais líquidos e corantes leuco. Cristais líquidos são usados em aplicações de precisão, já que suas respostas podem ser construídas para aferir temperaturas, mas seu intervalo de mudança de cor é limitado ao seu princípio de operação. Corantes leuco permitem uma ampla faixa de mudanças de cor, mas suas respostas a temperaturas específicas são mais difíceis.

## Princípios

### Cristais líquidos
Alguns cristais líquidos são capazes de apresentarem diferentes cores a diferentes temperaturas. Esta mudança é dependente de reflexão de certos comprimentos de onda pela estrutura cristalina do material, como esta muda entre a fase cristalina de baixa temperatura, passando por fase quiral anisotrópica ou a virada fase nemática, para a fase líquida isotrópica de alta temperatura. Somente a mesofase nemática tem propriedades termocrômicas; isto restringe a efetiva faixa de temperatura útil do material.
A virada fase nemática tem as moléculas orientadas em camadas com regularmente modificando a orientação, a qual se dá com espaçamento periódico. A luz passando pelo cristal sofre difração de Bragg nestas camadas, e o comprimento de onda com a maior interferência construtiva é refletida de volta no espectro de luz visível, a qual percebemos com cor. Como o cristal passa por modificações em função da temperatura, expansão térmica ocorre, resultando em mudanças no espaçamento entre as camadas, e consequentemente no comprimento de onda refletido. A cor do cristal líquido termocrômico pode portanto mudar de preto a cores espectrais e para preto novamente, dependendo da temperatura. Geralmente, em altas temperaturas irá refletir do azul à violeta, enquanto em baixar temperaturas vai refletir do vermelho ao laranja. Sabendo que o azul tem um comprimento de onda menor do que o vermelho, o que indica que a distância das camadas é reduzido ao se aquecer o cristal para seu estado mais liquido.
Alguns materiais de tais comportamentos são nonanoato de colesterilo ou cianobifenilos.
Cristais líquidos usados em pigmentação e tintas apresentam-se microencapsulados, na forma de suspensão.
Cristais líquidos são usados em aplicações onde a mudança de cor tem de ser precisamente definida. Eles encontram aplicações em termômetros para cômodos de imóveis, refrigeradores, aquários e usos médicos, e indicadores para nível de propano em tanques.
Cristais líquido são difíceis de trabalhar e reuerem euipamento de impressão especializado. O material em si é também tipicamente mais caro que tecnologias alternativas. Altas temperaturas, radiação ultravioleta, determinadas substâncias químicas, como solventes, podem causar danos e reduzir significativamente sua vida útil.

### Corantes leuco

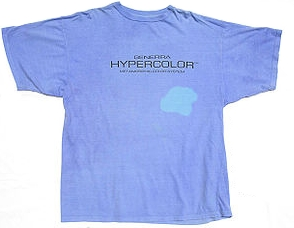
Examplo de uma camiseta Hypercolor.

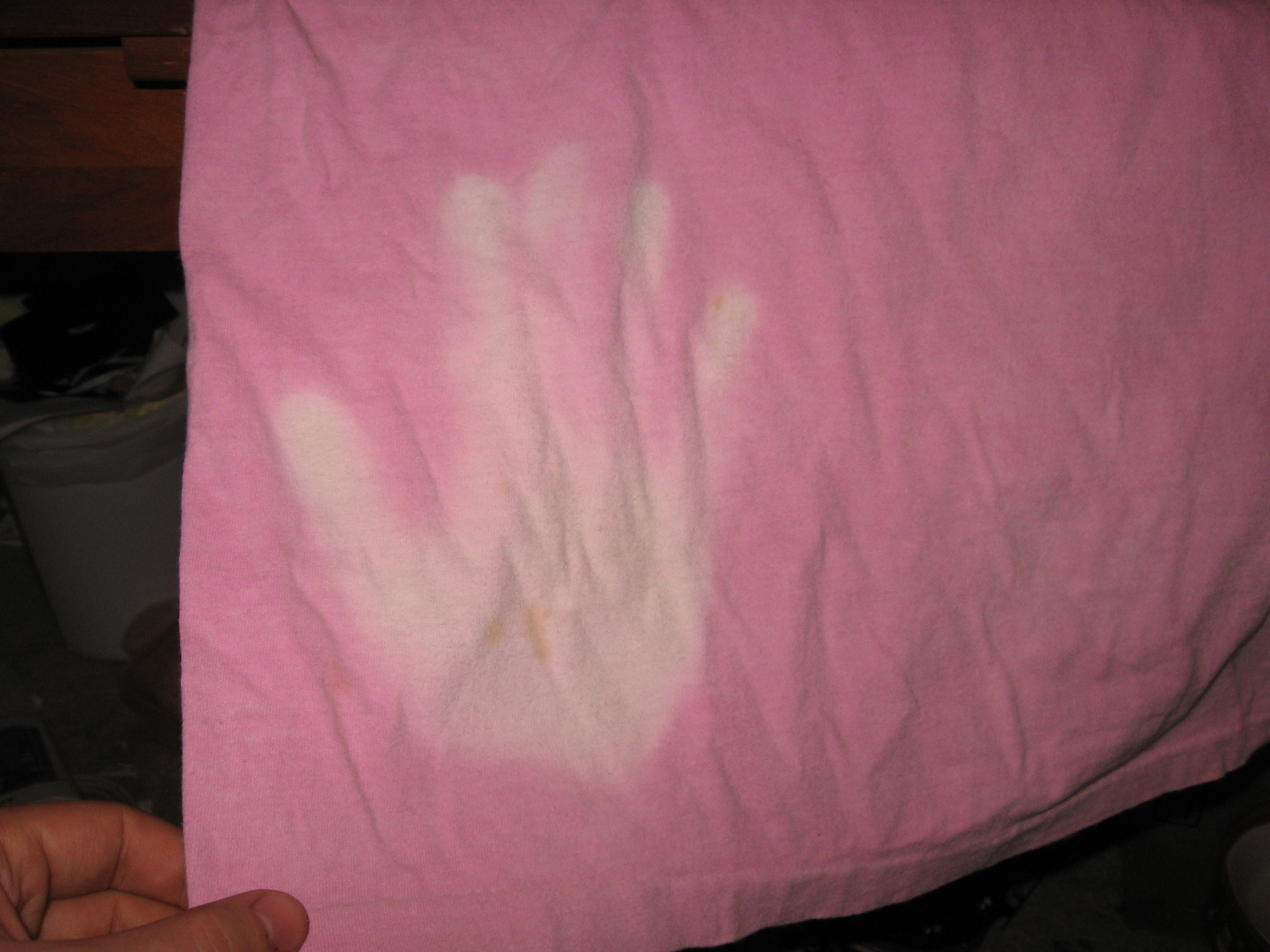
outro exemplo de uma camiseta Hypercolor.

Corantes termocrômicos são baseados em misturas de corantes leuco com outras substâncias químicas, apresentando uma alteração de cor (normalmente entre a forma leuco incolor e a colorida) dependendo da temperatura. Os corantes são raramente aplicados sobre os materiais diretamente; eles estão normalmente na forma de microcápsulas com a mistura nestas contida. Um exemplo ilustrativo são os tecidos chamados Hypercolor, onde microcápsulas com lactona de violeta cristal, ácido fraco, e um sal dissociável dissolvidos em dodecanol são aplicados na fabricação; quando o solvente é cólido, o corante existe na sua forma leuco lactona, quando o solvnte se funde, o sal dissocia-se, o pH dentro da microcápsula baixa, os anéis da lactona abrem-se, e seu espectro de absorção desloca-se dramaticamente, consequentemente ele se torna intensamente violeta. Neste caso o aparente termocromismo é de fato um halocromismo.
Um dos usos do fenômeno do termocromismo de corantes leuco é na produção de termômetros colorimétricos adesivos de baixo custo, na forma de fita, para colocação nas paredes de aquários. Como o aquário guarda uma certa homogeneidade de temperatura de sua parede com a água de seu interior, estes termômetros apresentam com suficiente exatidão a temperatura da água, que não necessita extrema precisão em sua medida pois animais aquáticos toleram uma certa variação de temperatura.
1. ↑  «Thermochromic polymers». Fraunhofer Institute for Applied Polymer Research (em inglês). Consultado em 17 de dezembro de 2021